# 许明 (1919年)
许明（1919年6月—1966年12月23日），女，原名朱玉筠，曾用名竹萍，直隶（今河北）沧县人，中华人民共和国政治人物，曾任国务院副秘书长，第三届全国人大代表。
1919年6月出生于辽宁省锦州县（现锦州市）。
1934年后，先后就读于天津美育中学、河北省第二中学、北平女子二中。
1936年4月加入中国共产党。1937年10月，到延安中央党校第十二班（理论班）学习。1939年5月到中共中央社会部任秘书。1940年5月随周恩来赴重庆工作，任西南工委秘书。
1948年12月底任中共抚顺市委秘书长兼妇委书记。
1949年10月，奉调到北京工作，历任海关总署人事处处长、办公厅副主任。
1953年调到中南海工作，先后任总理办公室秘书、副主任、国务院副秘书长等职。
“文化大革命”开始后，于1966年12月23日服安眠药自杀。
1979年4月30日，中共中央为她举行了追悼会。参加追悼会的有李先念、杨尚昆等领导人，对许明给予充分的肯定和高度的评价。

## 家庭
丈夫：孔原。
儿子：孔丹，孔栋。